# Nervus occipitalis minor

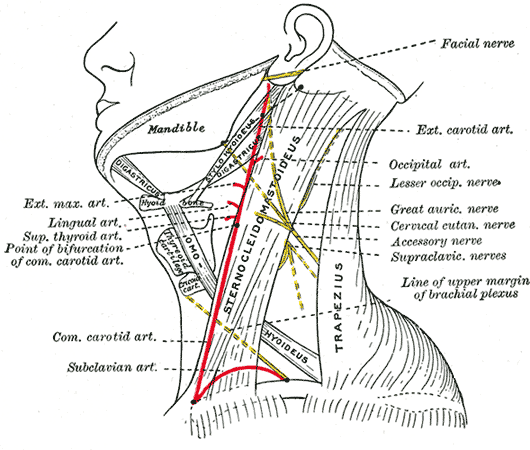
Hals des Menschen mit Nervus occipitalis minor (Lesser occip. nerve)

Der Nervus occipitalis minor („kleiner Hinterhauptnerv“) ist ein Nerv des Halsgeflechts (Plexus cervicalis). Wie die übrigen Nerven dieses Geflechts hat er seinen Ursprung in den ersten Spinalnerven des Halses. Beim Menschen verläuft er am hinteren Rand des Musculus sternocleidomastoideus zur Hinterhauptsgegend und innerviert diese sensibel. In Ausnahmefällen kann er auch durch die Vorderpartie des Musculus trapezius hindurchtreten (siehe Abbildung b). Dies wird als Hinweis dafür genommen, dass der Musculus sternocleidomastoideus und der Musculus trapezius zu einer gemeinsamen Muskelanlage gehören (siehe Abbildung a).
Bei den Haustieren kommt dieser Nerv nicht vor.
Die elektrische Stimulation des Nervus occipitalis major und minor (Okzipitale Nervenstimulation) ist ein Verfahren zur Behandlung chronischer Migräne. 

## Literatur

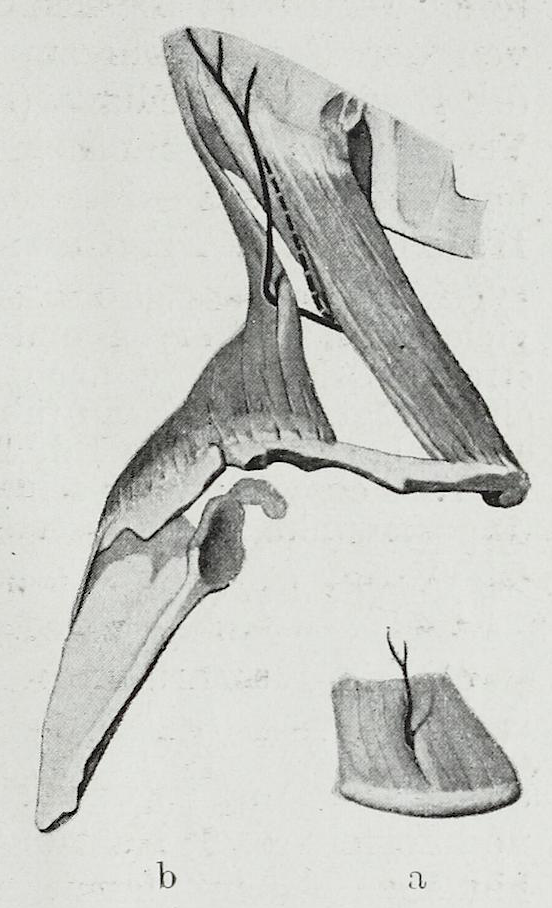
Varietät: Der N. occipitalis minor geht in der Figur b als „ausgezogene Variante“ durch den Vorderrand des M. trapezius. Der normale Verlauf wurde gestrichelt eingezeichnet (Abbildung aus: Braus 1921, S. 751).